# China-Eastern-Airlines-Flug 5735
Der China-Eastern-Airlines-Flug 5735 (Flugnummer MU5735) war ein Inlands-Linienflug von Kunming (Volksrepublik China) nach Guangzhou (Volksrepublik China), bei dem am 21. März 2022 um 14:22 Uhr Ortszeit (06:22 Uhr UTC, 07:22 Uhr MEZ) eine Boeing 737-800 der China Eastern Airlines (CES) zu Beginn des Sinkfluges zum Landeanflug nahe der Stadt Wuzhou an Höhe verlor und um 14:23 Uhr Ortszeit (06:23 Uhr UTC, 07:23 Uhr MEZ) abstürzte. Die Unglücksursache ist unklar, die Untersuchung des Absturzes dauert noch an. Nach Medienberichten gehen US-Ermittler von einem absichtlich herbeigeführten Absturz aus, etwa durch einen Pilotensuizid.

## Flugzeug
Bei der Maschine handelte es sich um eine zum Zeitpunkt des Absturzes knapp sieben Jahre alte Boeing 737-800 mit dem Luftfahrzeugkennzeichen B-1791 und der Seriennummer 41474, die seit ihrer Auslieferung im Juni 2015 bei China Eastern Airlines eingesetzt wurde. Das Flugzeug war in der Sonderbemalung „Yunnan Peacock Livery“ unterwegs. Es hatte bislang 18.239 Flugstunden in 8986 Flugzyklen zurückgelegt.

## Passagiere und Besatzung
Die Maschine hatte 123 ausschließlich chinesische Passagiere sowie 9 Crewmitglieder an Bord. Alle Insassen kamen bei dem Unfall ums Leben. Der Flugkapitän hatte insgesamt 6.709, der Erste Offizier über 31.769 und der Zweite Offizier über 556 Flugstunden. Letzterer war als Beobachter an Bord, um Erfahrung zu sammeln.

## Flugverlauf

Flugroute

Der Flug startete um 13:11 Uhr Ortszeit (05:11 Uhr UTC, 06:11 Uhr MEZ) vom Flughafen Kunming-Changshui. Die Ankunft am Zielflughafen war für 15:05 Uhr Ortszeit (07:05 Uhr UTC, 08:05 Uhr MEZ) geplant. Bis zum Absturz betrug die Flugzeit 1:11 Stunden.
Das Flugzeug stürzte aus einer Höhe von 29.100 ft (8.870 m) innerhalb von eineinhalb Minuten steil zu Boden. Ungefähr an der Stelle, an der die Piloten etwa 160 Kilometer vor dem Zielflughafen normalerweise den Sinkflug zur Landung einleiten würden, begann das Flugzeug mit einer ungewöhnlich hohen Geschwindigkeit zu sinken. Statt wie normalerweise mit wenigen tausend Fuß pro Minute sank das Flugzeug innerhalb von etwa 1 Minute und 35 Sekunden um fast 26.000 ft (ca. 7.900 m), wobei der schnellste Abstieg ungefähr 31.000 ft/min (ca. 570 km/h) betrug. Dann wurde der Sturzflug wohl für etwa 10 Sekunden unterbrochen, und die Maschine gewann kurzzeitig an Höhe. Anschließend setzte das Flugzeug seinen extremen Sinkflug fort.
Es wurde ein Video einer Überwachungskamera verbreitet, in dem ein längliches Objekt nahezu vertikal in einem Wald aufschlägt, wobei es sich um MU5735 handeln soll. Auch Augenzeugen bestätigten den senkrechten Absturz des Flugzeugs, durch den ein Waldbrand verursacht wurde.

## Untersuchung des Unfallherganges
Die relativ geradlinige Flugbahn des Flugzeugs und die Tatsache, dass die Transponder noch sendeten, deuten darauf hin, dass das Flugzeug nicht während des Fluges explodierte, wie es etwa bei einem Bombenattentat der Fall wäre.
Die Arbeiten an der Unfallstelle wurden durch schlechte Wetterbedingungen in den Folgetagen erschwert.
Am 23. März 2022 wurde einer der beiden Flugschreiber gefunden. In einer Pressekonferenz wurde mitgeteilt, dass dessen Speichereinheit trotz schwerer Beschädigung des Geräts als Cockpit Voice Recorder identifiziert werden konnte. Aufgrund der Beschädigung war zunächst noch nicht klar, ob dessen Daten ausgelesen werden können. Sechs Tage nach dem Absturz wurde auch der Daten-Flugschreiber entdeckt.
In einer Pressekonferenz wurde am 24. März 2022 mitgeteilt, dass 10 km von der Absturzstelle entfernt ein größeres Trümmerstück des Flugzeugs mit den Maßen 1,3 m × 0,1 m gefunden wurde, wobei anfänglich unklar war, ob sich dieses bereits vor Beginn des Absturzes oder währenddessen vom Flugzeug gelöst hatte. Chinesische Behörden erklärten später, dass es sich um ein Winglet handele, dessen Verlust die Stabilität des Flugzeugs nicht beeinträchtigt hätte. Es kann vom Wind zur Fundstelle getragen worden sein, nachdem es sich beim schnellen Sinkflug gelöst hatte. Ansonsten ist das Haupt-Trümmerfeld auf einen Bereich mit einem Radius von 30 m und einer Tiefe von 20 m begrenzt.
Nachdem China Eastern Airlines zunächst alle seine 223 Maschinen des Typs Boeing 737-800 für Sicherheitsüberprüfungen am Boden gelassen hatte, wurde der Flugbetrieb am 17. April 2022 wieder aufgenommen.
Ein im Mai 2022 veröffentlichter Bericht des Wall Street Journal besagt, der Absturz der Maschine sei offensichtlich bewusst herbeigeführt worden. Die Zeitung berief sich auf Aussagen von mit der Absturz-Untersuchung betrauten Personen. Mögliche Absturz-Ursache sei demnach ein Pilotensuizid.

### Bericht der CAAC
Die Civil Aviation Administration of China (CAAC, Zivile Luftfahrtbehörde der Volksrepublik China) veröffentlichte am 26. April 2022 den vorgeschriebenen ersten Bericht, der folgende Feststellungen enthält: Die Absturzstelle befindet sich in einem Tal in der Nähe des Dorfes Molang. Die Hauptaufprallstelle stellt sich als Krater mit einer Fläche von etwa 45 Quadratmetern und einer Tiefe von 2,7 Metern dar. Die Besatzung und das Wartungspersonal des Flugzeugs haben die einschlägigen Normen erfüllt und das Lufttüchtigkeitszeugnis des Flugzeugs war gültig. An Bord befanden sich keine als Gefahrgut deklarierten Gegenstände und es gab keine Vorhersagen über gefährliches Wetter. Bevor das Flugzeug von der Reiseflughöhe abwich, hatte der Funkverkehr zwischen der Besatzung und der Flugverkehrskontrolle keine Anomalien aufgewiesen. Die beiden Blackboxes des Flugzeugs wurden bei dem Absturz schwer beschädigt; die Datenrettung und -analyse war am 26. April noch im Gange.
Am 19. Mai 2025 entschied die CAAC, den vorgeschriebenen jährlichen Zwischenbericht aus Gründen der „öffentlichen Sicherheit und der gesellschaftlichen Stabilität“ nicht zu veröffentlichen.

## Galerie

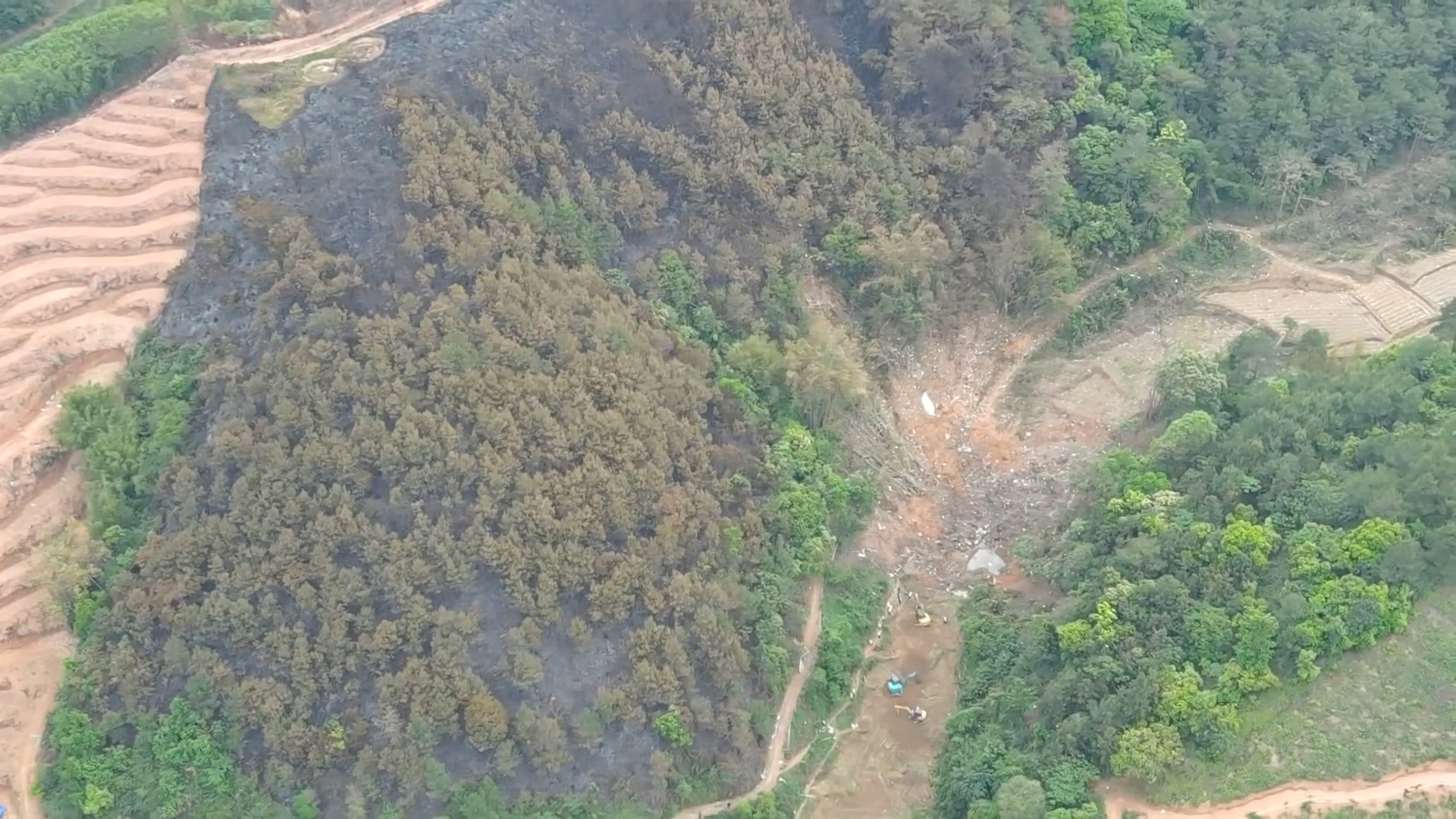
Luftbild der Absturzstelle (22. März)
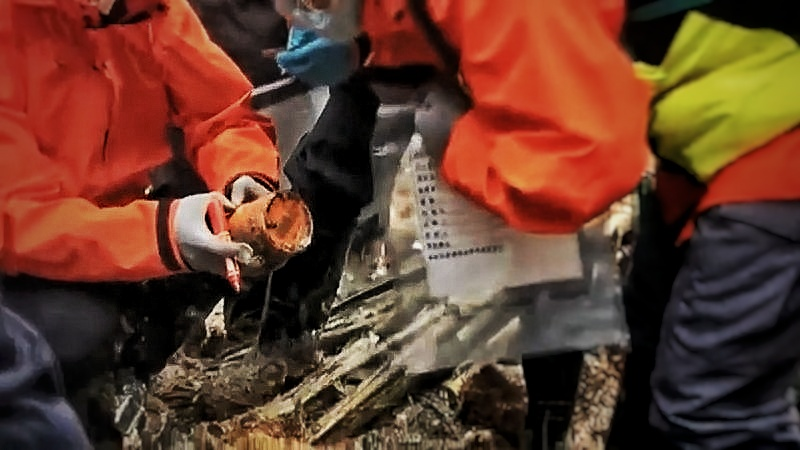
Gefundener Flugschreiber (23. März)
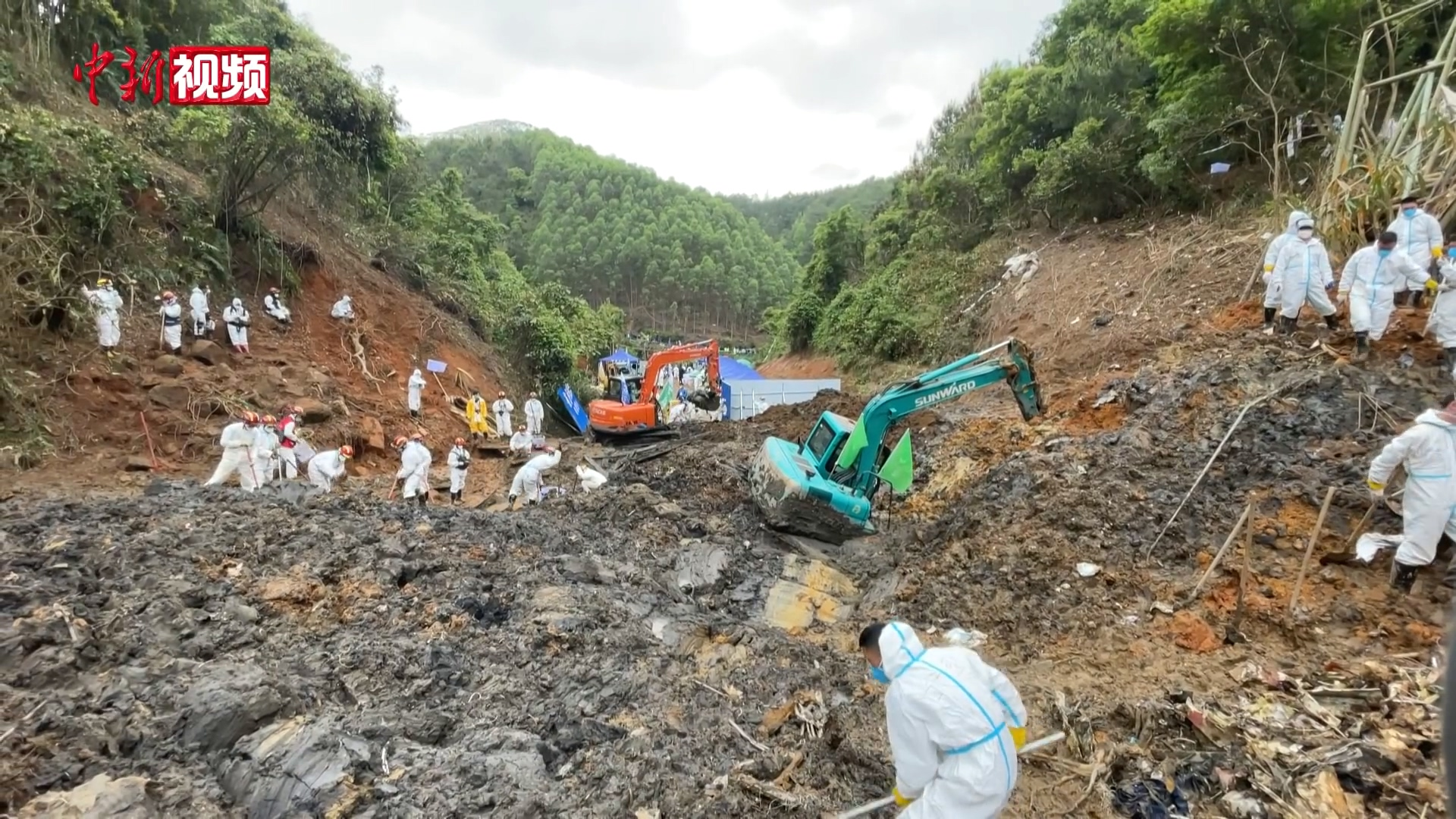
Rettungskräfte im Bereich des Absturzes (25. März)
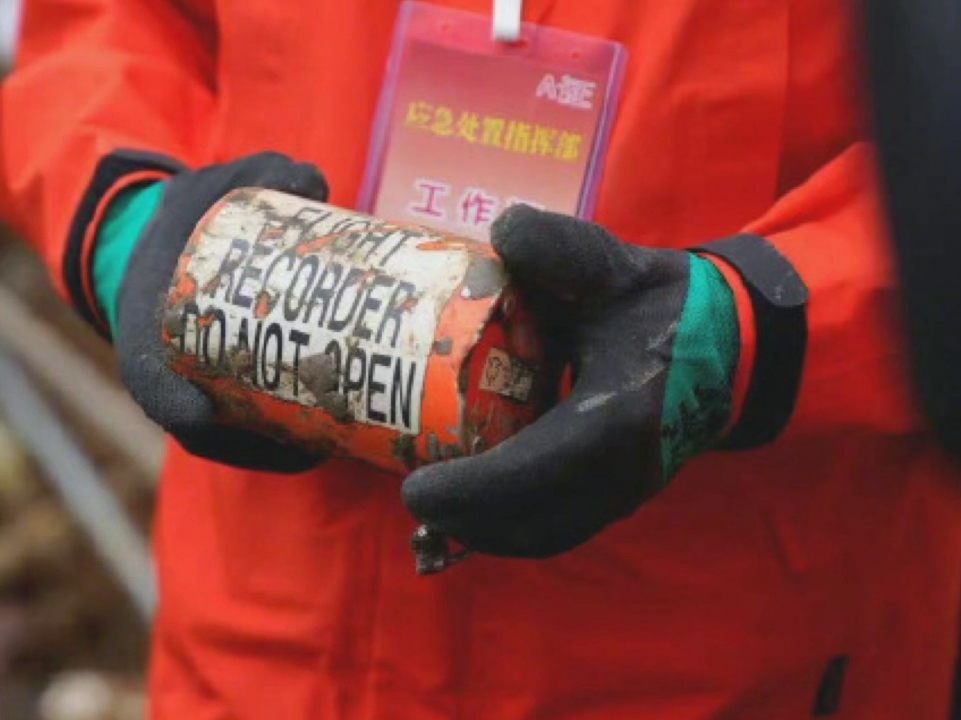
Bergung des zweiten Flugschreibers (27. März)